# Hōjō

Familienwappen Mitsu uroko (三つ鱗, dt. „3 Schuppen“)

Die Hōjō (jap. 北条氏, Hōjō-shi) waren eine japanische Adelsfamilie. Zur Abgrenzung von den Späteren Hōjō, die den Namen der dann ausgestorbenen, bedeutenden Familie Hōjō aus Prestigegründen übernahm, werden sie auch als Kamakura-Hōjō (鎌倉北条氏) bezeichnet.
Die ursprüngliche Hōjō-Familie war ein Zweig des Taira-Clans, der am Ende der Heian-Zeit den Kaiserhof dominierte und die Politik Japans aus dem Hintergrund lenkte. Mit dem Ende des Gempei-Krieges 1185 wurde dieser politische Einfluss zwar beendet, aber weniger als 20 Jahre später gelang es der Hōjō-Familie ebenfalls, die Politik Japans entscheidend zu beeinflussen. Ihr Aufstieg begann im Jahr 1203, als Hōjō Tokimasa, Tokusō (得宗) des Hōjō-Clans und zugleich Schwiegervater des ersten Shōguns Minamoto no Yoritomo, das Amt des Shikken übernahm. Er erweiterte die Machtkompetenz dieses Amtes, sodass der Shōgun ähnlich dem Kaiser zu dieser Zeit eher zu einem Symbol des Kamakura-bakufu wurde, während der Shikken an seiner Stelle Regent des Landes war. Um den Einfluss des Regenten zu sichern, wurde die Position des Shōgun meist mit jungen und leicht beeinflussbaren Abkömmlingen der Minamoto oder der kaiserlichen Familie besetzt. Das Amt des Shikken und damit auch die Regierungsmacht blieben über 100 Jahre fest in Händen der Hōjō. Darüber hinaus besetzten weitere Familienmitglieder auch andere hohe Ämter im Shōgunat, wie das des Militärgouverneurs (shugo) oder des Landvogts (jitō). 
Zu den politischen Errungenschaften der Hōjō gehört der Jōei-Kodex, auch Jōei shikimoku oder Goseibai shikimoku genannt. Da sich unter ihrer Herrschaft bald ein neueres Verwaltungs- und Rechtssystem entwickelt hatte, war der Taihō-Kodex aus dem 8. Jahrhundert nicht mehr passend und der modernere Jōei-Kodex wurde im Jahr 1232 verabschiedet. Im Jahr 1333 stürzte Tennō Go-Daigo mit Hilfe der Ashikaga das Kamakura-bakufu und beendete die Herrschaft der Hōjō.

## Wappen
Das Wappen stellt drei Schuppen eines Drachen dar. Hōjō Tokimasa betete auf Enoshima zu einem Drachen um Wohlstand für sich und seine Nachkommen. Der Drache versprach dieses zu erfüllen und ließ drei Schuppen zurück.

## Regenten (Shikken)
1. Hōjō Tokimasa (1138–1215) (im Amt 1203–1205)
2. Hōjō Yoshitoki (1163–1224) (im Amt 1205–1224)
3. Hōjō Yasutoki (1183–1242) (im Amt 1224–1242)
4. Hōjō Tsunetoki (1224–1246) (im Amt 1242–1246)
5. Hōjō Tokiyori (1227–1263) (im Amt 1246–1256)
6. Hōjō Nagatoki (1229–1264) (im Amt 1256–1264)
7. Hōjō Masamura (1205–1273) (im Amt 1264–1268)
8. Hōjō Tokimune (1251–1284) (im Amt 1268–1284)
9. Hōjō Sadatoki (1271–1311) (im Amt 1284–1301)
10. Hōjō Morotoki (1275–1311) (im Amt 1301–1311)
11. Hōjō Munenobu (1259–1312) (im Amt 1311–1312)
12. Hōjō Hirotoki (1279–1315) (im Amt 1312–1315)
13. Hōjō Mototoki (?–1333) (im Amt 1315)
14. Hōjō Takatoki (1303–1333) (im Amt 1316–1326)
15. Hōjō Sadaaki (1278–1333) (im Amt 1326)
16. Hōjō Moritoki (?–1333) (im Amt 1327–1333)

## Rensho
Die Hōjō stellten auch die Rensho, die Assistenten des Shikken:
1. Hōjō Tokifusa (im Amt 1225–1240)
2. Hōjō Shigetoki (im Amt 1247–1256)
3. Hōjō Masamura (im Amt 1256–1264)
4. Hōjō Tokimune (im Amt 1264–1268)
5. Hōjō Masamura (im Amt 1268–1273)
6. Hōjō Yoshimasa (im Amt 1273–1277)
7. Hōjō Shigetoki (im Amt 1283–1287)
8. Hōjō Nobutoki (im Amt 1287–1301)
9. Hōjō Tokimura (im Amt 1301–1305)
10. Hōjō Munenobu (im Amt 1305–1311)
11. Hōjō Hirotoki (im Amt 1311–1312)
12. Hōjō Sadaaki (im Amt 1315–1326)
13. Hōjō Koresada (im Amt 1326–1327)
14. Hōjō Shigetoki (im Amt 1330–1333)

## Weitere wichtige Hōjō
Neben den Regenten spielten folgende Hōjō eine wichtige Rolle:
- Hōjō Masako
- Hōjō Sanetoki
- Hōjō Shigetoki

## Hōjō in der Neuzeit
- Hōjō Hideji (1902–1996)
- Hōjō Tamio (1914–1937)